# Ball de gitanes de Castellar del Vallès
El ball de gitanes de Castellar del Vallès, també conegut com a ball de plaça, és un ball de gitanes que es representa a Castellar del Vallès durant les festes de carnestoltes, de les quals és l'activitat més destacada.

## Orígens
Tot i que l'origen del ball de gitanes no és clar, sembla que sempre ha estat relacionat amb el carnestoltes, una festa durant la qual la gent podia gaudir de moments de tolerància, fer xerinola i ballar com "gitanes".
És un ball típic de la comarca del Vallès, documentat a Castellar des de mitjan segle xix que es manté viu i en constant evolució, i que ha mantingut la continuïtat a la població des de començaments del segle xx. Als inicis només el ballaven les dones, i els homes només les acompanyaven. A partir de la segona meitat del segle xix els ballaven homes amb nens vestits de noia amb un barret de flors per dissimular el cabell curt. Més endavant els homes hi anaven amb nenes petites, se suposa que per la dificultat de trobar noies casadores, i d'aquesta manera evitaven compromisos i malícies. Actualment, els participants s'han diversificat molt i hi ha colles de petits, de joves, de solters, de casats amb nenes, de casades amb nens, i de veterans.

## Personatges del ball
Els nuvis del davant (que encara ara es mantenen a les colles), els nuvis del darrere, el volant (noi de 4 o 5 anys que anava davant de tot), el vell i la vella (que eren dos homes disfressats), el capità (normalment anava en ase, però si la colla s'ho podia permetre anava en cavall), els diablots (a Castellar, segons en Joan Amades, un diablot es vestia de dona, que simulava estar embarassada, que duia un gerro de terrissa amb un gat o una gran rata a dins, els altres diablots l'hi trencaven i l'animal fugia espantat enmig de la gran cridòria de la gent).

## Situació actual
Actualment a Castellar s'hi fa una ballada anual que té lloc el tercer diumenge del mes de març, protagonitzada pel grup local de ball de gitanes, fundat el 1975. El grup organitza activitats de divulgació d'aquesta dansa amb músiques pròpies (masurca de Castellar, pas, entrada de ball, xotis, pas de Rubí, contradansa, jota i polca).
El dia 5 de març del 2000, tot celebrant els 25 anys com a entitat en actiu de forma continuada, el Grup Ball de Gitanes de Castellar va batre el rècord Guinness en la categoria de balls tradicionals, quan més de 1.000 balladors van ballar una mateixa coreografia durant sis minuts al camp d'esports Nou Pepín Valls. El desembre de 2010 el grup va oferir una ballada per a la Marató de TV3 contra les lesions medul·lars i cerebrals adquirides., i també una ballada al MercèDansa de la Festa Major de Barcelona.
Cada any es fa una trobada a Montserrat junt amb totes les colles de Ball de Gitanes en actiu al Vallès, a més de fer les ballades de la Roda als diferents pobles, una bona manera de veure les diferents maneres de dansar una mateixa música.